# Snustråding
Snustråding (Inocybe pusio) är en svampart som beskrevs av P. Karst. 1889. Enligt Catalogue of Life ingår Snustråding i släktet Inocybe,  och familjen Inocybaceae, men enligt Dyntaxa är tillhörigheten istället släktet Inocybe,  och familjen Crepidotaceae. Arten är reproducerande i Sverige. Inga underarter finns listade i Catalogue of Life.